# Abercrombie Crests
Abercrombie Crests är en bergstopp i Antarktis. Den ligger i Östantarktis. Nya Zeeland gör anspråk på området. Toppen på Abercrombie Crests är 1 259 meter över havet.
Terrängen runt Abercrombie Crests är kuperad åt sydväst, men åt nordost är den bergig. Trakten är obefolkad. Det finns inga samhällen i närheten.